# The Kardashians
The Kardashians és una sèrie de telerealitat estatunidenca basada en la vida personal de la família Kardashian-Jenner. La sèrie es va estrenar el 14 d'abril de 2022 en el servei de streaming Hulu.
La sèrie se centra principalment en les germanes Kourtney, Kim i Khloé Kardashian, les germanastres, Kendall i Kylie Jenner, i la seva mare, Kris Jenner. També presenta a les parelles actuals i exparelles, de les germanes Kardashian, inclosos Travis Barker, Kanye West i Scott Disick.

## Producció
El 8 de setembre de 2020, la família Kardashian-Jenner va anunciar que el seu reality, Keeping Up with the Kardashians, finalitzaria al 2021. La sèrie havia estat a emetent-se des de 2007 i va estar a l'aire durant 20 temporades en el canal E! de NBCUniversal. La sèrie va acabar el 20 de juny de 2021.
Al desembre de 2020, durant l'esdeveniment de presentació d'inversors de Disney, es va anunciar que les germanes Kardashian-Jenner, Kim, Kourtney i Khloé Kardashian, Kendall i Kylie Jenner, i la seva mare, Kris Jenner, havien signat un acord exclusiu de diversos anys per a crear contingut global per la plataforma Hulu. Durant l'octubre de 2021, es va anunciar que la productora britànica Fulwell 73 produiria una sèrie sense títol de les Kardashian-Jenner per a Hulu i l'1 de gener de 2022, Hulu és va acabar anunciant el títol de la sèrie.
La sèrie compta amb la producció executiva de Ben Winston, Danielle King, Emma Conway i Elizabeth Jones per a Fulwell 73 i Kris Jenner, Kim Kardashian, Kourtney Kardashian, Khloé Kardashian, Kendall Jenner i Kylie Jenner per a Kardashian Jenner Productions i Ryan Seacrest. A més, Danielle King també s'exerceix com showrunner de la sèrie.
The Kardashians es va estrenar el 14 d'abril de 2022 en el servei de streaming Hulu. Abans que la sèrie debutés, Hulu li va donar llum verda per realitzar un llançament de diverses temporades amb un total de quaranta episodis. Totes les temporades van constar de deu episodis cadascuna i es van estrenar bianualment. La segona temporada es va estrenar al setembre de 2022. Pel que fa a la tercera temporada es va estrenar al maig de 2023, seguidament de la quarta temporada al setembre d'aquest any, i la cinquena temporada al maig de 2024. The Kardashians es va renovar per crear una sisena i setena temporada al juliol de 2024.

## Repartiment

### Principal
- Kris Jenner
- Kim Kardashian
- Kourtney Kardashian
- Khloé Kardashian
- Kendall Jenner

### Recurrent
- Kylie Jenner
- Travis Barker
- Corey Gamble
- Scott Disick (Convidat, temporada 2)
- Tristan Thompson
- Pete Davidson (Recurrent, temporada 2)

## Llançament
La sèrie es va estrenar el 14 d'abril de 2022 en Hulu als Estats Units; mentre que a nivell internacional la sèrie es va llançar simultàniament en Disney+ sota la secció Star.

## Episodis
| Temporada | Temporada | Episodis | Transmissió            | Transmissió            |
| Temporada | Temporada | Episodis | Inici                  | Final                  |
| --------- | --------- | -------- | ---------------------- | ---------------------- |
|           | 1         | 10       | 14 d'abril de 2022     | 23 de juny de 2022     |
|           | 2         | 10       | 22 de setembre de 2022 | 24 de novembre de 2022 |
|           | 3         | 10       | 25 de maig de 2023     | 27 de juliol de 2023   |
|           | 4         | 10       | 28 de setembre de 2023 | 30 de novembre de 2023 |
|           | 5         | 10       | 23 de maig de 2024     | 25 de juliol de 2024   |